# Eleccions legislatives d'Israel de 2020
Les eleccions legislatives d'Israel de 2020, les vint-i-tresenes de l'Estat d'Israel, foren convocades per a elegir els diputats de la Kenésset, el parlament israelià, per a un mandat de quatre anys. Se celebraren el 2 de març de 2020. Foren les terceres eleccions en menys d'un any a causa de la incapacitat per a formar govern.

## Context

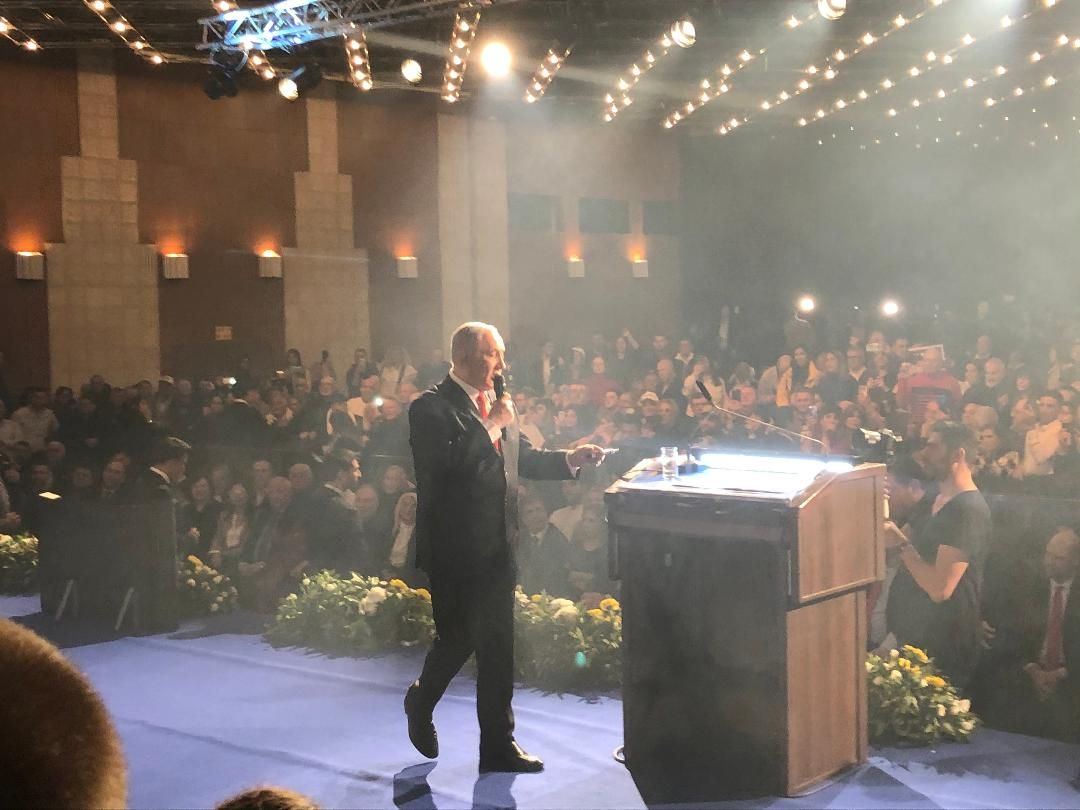
El primer ministre Binyamín Netanyahu durant un acte electoral el gener de 2020

Després de les eleccions legislatives d'Israel de setembre de 2019, el President d'Israel Reuven Rivlin encarregà la formació de govern a Binyamín Netanyahu, que era primer ministre i candidat del Likkud. Tot i que el Likkud havia estat el segon partit més votat, per darrere de la coalició Blau i Blanc liderada per Benny Gantz, Netanyahu tenia més suports a la Kenésset. El 21 d'octubre, Netanyahu admeté que havia estat incapaç d'aconseguir el suport dels 61 parlamentaris necessaris i el president Rivlin encarregà a Gantz que intentés aconseguir els suports necessaris per a formar govern. El 20 de novembre, arribats al final del termini que tenia per a formar govern, Gantz també fou incapaç d'aconseguir el suport de la majoria. Començà llavors un període de 21 dies en els que qualsevol diputat podia liderar un govern si aconseguia el suport de la majoria absoluta de la Kenésset. El 21 de novembre, la fiscalia d'Israel acusà formalment Netanyahu de frau, suborn i abús de confiança en tres casos de corrupció. Aquest fet dificultava encara més la formació de govern perquè Gantz sempre havia dit que una de les condicions per a formar un govern d'unitat amb el Likkud era que Netanyahu no en formés part per les acusacions de corrupció que requeien sobre d'ell. Finalment, l'11 de desembre expirà el termini sense que el parlament hagués elegit cap primer ministres i es convocaren eleccions per al 2 de març de 2020.
Yair Lapid, de la coalició Blau i Blanc anuncià que renunciava a l'acord amb Benny Gantz pel qual rotarien com a primer ministre en cas que el seu partit aconseguís la presidència del govern, ço que significava que Gantz seria l'únic candidat a primer ministre de la coalició.
El comitè central del Likkud aprovà el 12 de setembre la celebració d'unes eleccions primàries el 26 de desembre per a escollir el líder de la llista electoral. Les primàries se celebraren el 26 de desembre i Netanyahu aconseguí el 72,5% dels vots per un 27,5% de vots al seu rival Gideon Sa'ar. Era la primera vegada que Netanyahu havia de passar per unes primàries per a ser cap de llista del Likkud.
Naftali Bennett de la Nova Dreta anuncià el 25 de novembre que, en cas que hi hagués noves eleccions, es presentarien en solitari. En les anteriors eleccions s'havia presentat en la llista Yamina conjuntament amb La Llar Jueva i Tkuma). Ayelet Shaked anuncià el 19 de desembre que formaria part de la candidatura de la Nova Dreta ocupant el segon lloc de la llista. La Llar Jueva (que també havia format part de la coalició Yamina) i Otzma Yehudit feren públic el 20 de desembre un acord pel qual es presentarien en coalició i demanaven a Tkuma que se'ls unís. El dirigent de Blau i Blanc Yair Lapid va considerar desafortunat l'acord i acusà Otzma Yehudit de ser racista i antijueu. «La decisió de La Llar Jueva de presentar-se amb Otzma Yehudit és una desgràcia pel sionisme religiós. La Llar Jueva ha perdut el dret de parlar de valors jueus», afirmà Lapid. En cas que finalment Tkuma s'unís a la coalició, tornarien a ser els tres partits que es presentaren com a Unió de Partits de Dreta a les eleccions d'abril de 2019. El 14 de gener es va anunciar una llista conjunta entre la Nova Dreta i Tkuma, després del fracàs de les negociacions entre Tkuma i La Llar Jueva. Aquests dos partits també van demanar a la Llar Jueva que s'unís a la coalició. Peretz, líder de La Llar Jueva insistí que no abandonaria l'acord al qual havia arribat amb Otzma Yehudit, tot i que al final el va trencar i juntament amb la Nova Dreta i Tkuma tornaren a formar l'aliança Yamina.

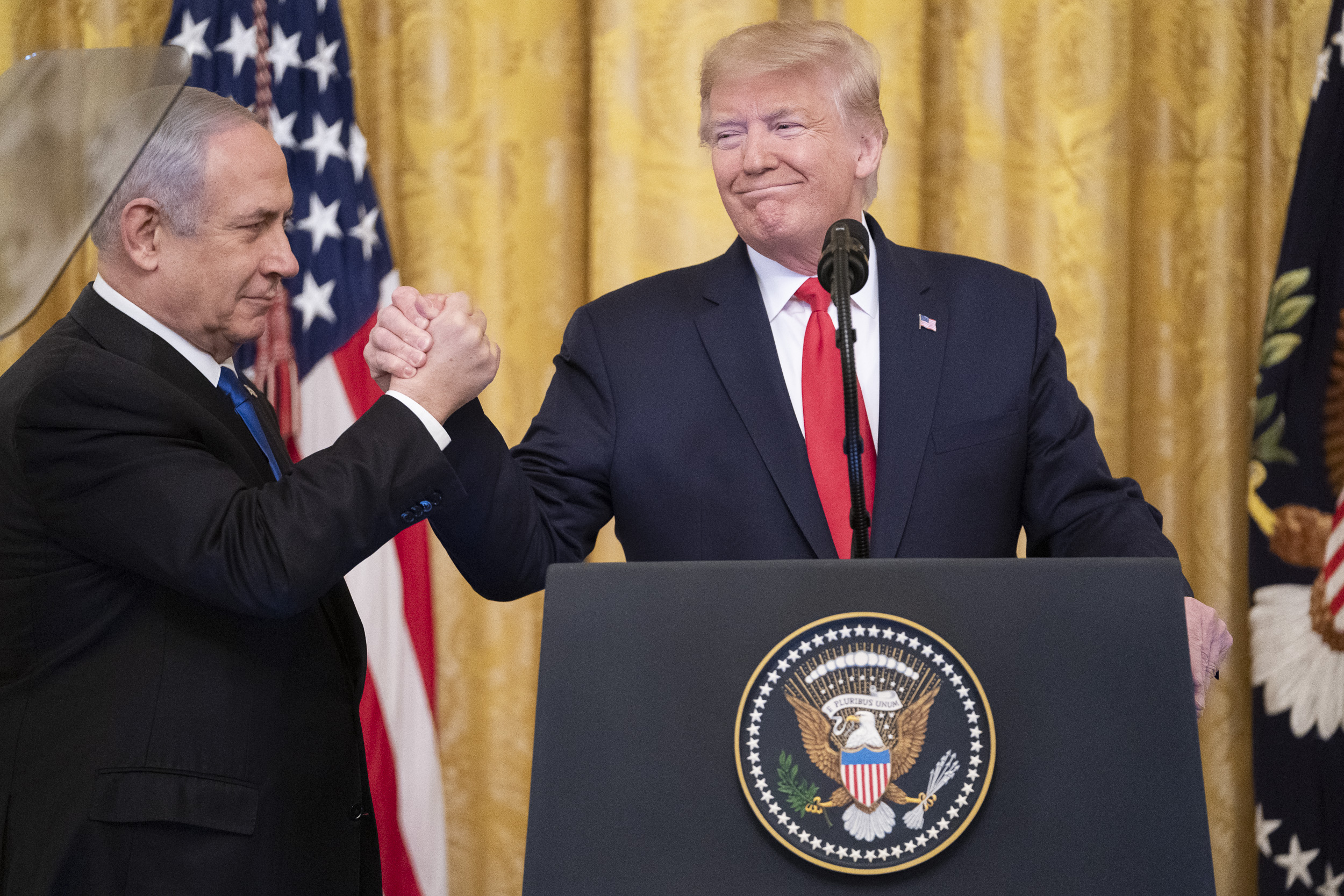
Donald Trump, president dels Estats Units d'Amèrica, amb el primer ministre d'Israel Binyamín Netanyahu durant la presentació del Pla de pau de Trump

El Partit Laborista i Guéixer anunciaren el 15 de desembre que mantindrien al seva aliança de cara a les noves eleccions. El 12 de gener anunciaren que es presentarien conjuntament amb Mérets, partit que reservà un dels seus llocs a la llista per a Yair Golan del Partit Democràtic d'Israel, que en les anteriors eleccions havia format part amb Mérets de la candidatura Unió Democràtica. En canvi, el Moviment Verd, també part de la Unió Democràtica, no formava part d'aquest acord. La seva líder, Stav Shaffir ja havia anunciat el 19 de desembre que es presentaria en solitari a les eleccions i acusava el Mérets d'haver trencat els acords i estar immers en batalles internes. Shaffir havia rebutjat el cinquè lloc que li oferiren a la llista de la Unió Democràtica, que seria l'onzè lloc a la llista conjunta amb el Partit Laborista i Guéixer. Finalment, el 15 de gener Shaffir anuncià que el Moviment Verd no es presentaria a les eleccions.
El 28 de gener de 2020, el president dels Estats Units d'Amèrica Donald Trump presentà el pla Pau per a la prosperitat: una visió per a millorar la vida del poble palestí i israelià, més conegut com a Pla de pau de Trump, una proposta d'un tractat de pau amb la intenció de resoldre el conflicte arabo-israelià. El va donar a conèixer formalment el pla en una conferència de premsa de la Casa Blanca juntament amb el primer ministre israelià, Binyamín Netanyahu. Cap representant palestí no hi fou convidat.
A causa de l'epidèmia per coronavirus es van habilitar punts de votació especialment adaptats perquè hi votessin les persones que tot i no mostrar símptomes es trobaven en quarantena per haver estat en contacte amb persones que sí que tenien la malaltia. Això permetia que les persones en quarantena poguessin votar sense tenir contacte directa amb altres votants ni amb el personal del punt de votació. També es van més taules d'identificació per a reduir en un 50% el temps que s'havia d'estar dins del punt de votació.

## Sistema electoral
Els 120 escons de la Kenésset són elegits per representació proporcional en una llista tancada en una única circumscripció nacional. Perquè una llista obtingui representació ha d'aconseguir superar el 3,25% dels vots. En gairebé tots els casos, això equival a obtenir un mínim de quatre escons, tot i que en algun cas en pot obtenir només tres.
Un cop determinades les llistes que han superat el llindar, se sumen tots els vots a aquestes llistes i es divideixen per 120. El nombre resultant serà "la mesura". Cada partit rebrà els escons resultants de dividir els seus vots per "la mesura". Això provoca que es reparteixin menys de 120 escons. Els escons sobrants es reparteixen amb la que és coneguda com a Llei Bader-Ofer. La manera de distribuir aquests escons sobrants és dividir el nombre de vots de cada llista pel nombre d'escons aconseguits més un. La llista amb un indicador més alt, rep el primer dels escons sobrants; acte seguit, els vots d'aquesta llista es tornen a dividir pels escons aconseguits després d'aquesta distribució i es torna a aplicar el mateix mètode fins que tots els escons sobrants s'han repartit.
A més, dues llistes poden formar una aliança electoral per a compartir els vots sobrants de forma que quan s'aplica la Llei Bader-Ofer se sumen els vots de tots dos, tenint així més opcions d'aconseguir els escons no repartits. Per a saber quina de les dues llistes rep l'escó sobrant assignat, s'aplica el mateix mètode entre les dues llistes i la que té un indicador més alt l'aconsegueix.
Per a aquestes eleccions, les aliances electorals per als vots sobrants foren les següents:
- Likkud i Yamina
- Blau i Blanc i Partit Laborista Israelià - Guéixer - Mérets
- Xas i Judaisme Unit de la Torà

## Resultats

### Resultat global
El Likkud liderat pel primer ministre Binyamín Netanyahu fou el partit més votat, superant clarament el Blau i Blanc de Benny Gantz que havia estat el més votat en les anteriors eleccions. Tot i això, l'aliança de partits de dreta nacionalista i religiosa que donava suport al seu govern no aconseguí altra vegada la majoria absoluta, obtenint només 58 escons dels 120 que té la Kenésset. Això fa que la situació sigui similar a la de les dues eleccions anteriors i que Netanyahu necessiti aconseguir el suport d'algun altre partit, però dels dos amb els quals pot tenir més proximitat ideològica, Blau i Blanc es nega a formar part d'un govern liderat per Netanyahu i Israel Beitenu no vol compartir govern amb els partits religiosos. Durant la campanya, el Likkud havia dit que podria aconseguir el suport d'algun diputat a la coalició Blau i Blanc o fins i tot del partit laborista, tot i que hi ha normes en contra del transfuguisme que estableixen que un diputat trànsfuga no pot ser ministre o viceministre, participar en les següents eleccions amb un dels partits representats a la Kenésset, establir un nou grup parlamentari o unir-se a un dels existents. Aquestes normes van ser establertes després que el 1995 tres diputats del partit de dretes Tzomet s'unissin a l'esquerra i això provoqués que un d'ells, que en el futur fou condemnat per tràfic de drogues, fou nomenat ministre i un altre fou nomenat viceministre i rebé un cotxe.
El resultat detallat és el següent:
| ← Eleccions a la Kenésset, 2-3-2020 → |                                     |           |       |        |     |
|                                       |                                     |           |       |        |     |
| Candidatura                           | Candidatura                         | Vots      | %     | Escons | +/– |
|                                       | Likkud                              | 1.352.449 | 29,46 | 36     | ▲4  |
|                                       | Blau i Blanc                        | 1.220.381 | 26,59 | 33     | =   |
|                                       | Llista Conjunta                     | 581.507   | 12,67 | 15     | ▲2  |
|                                       | Xas                                 | 352.853   | 7,69  | 9      | =   |
|                                       | Judaisme Unit de la Torà            | 274.437   | 5,98  | 7      | =   |
|                                       | Partit Laborista - Guéixer - Mérets | 267.480   | 5,83  | 7      | 4   |
|                                       | Israel Beitenu                      | 263.365   | 5,74  | 7      | 1   |
|                                       | Yamina                              | 240.689   | 5,24  | 6      | 1   |
|                                       |                                     |           |       |        |     |
|                                       | Otzma Yehudit                       | 19.402    | 0,42  | -      | =   |
|                                       | Altres partits                      | 17.499    | 0,38  | -      | -   |
| Total                                 | Total                               | 4.590.062 | 100   | 120    | -   |
|                                       |                                     |           |       |        |     |
| Vots vàlids                           | Vots vàlids                         | 4.590.062 | 99,46 |        |     |
| Nuls/Blancs                           | Nuls/Blancs                         | 25.073    | 0,54  |        |     |
| Vots totals                           | Vots totals                         | 4.615.135 | 100   |        |     |
| Votants registrats / participació     | Votants registrats / participació   | 6.453.255 | 71,52 |        |     |

Notes:
1. ↑   En les anteriors eleccions es presentaren en dues llistes, una formada pel Partit Laborista Israelià i Guéixer i una altra de la Unió Democràtica que era la coalició dels partits Mérets, Partit Democràtic d'Israel i el Moviment Verd. Aquest cop el Moviment Verd no es presenta i el líder del Partit Democràtic d'Israel ocupa un dels llocs reservats a Mérets en aquesta llista.

### Resultats a les principals ciutats
| Ciutat               | Vots a candidatures (%) | Vots a candidatures (%) | Vots a candidatures (%) | Vots a candidatures (%) | Vots a candidatures (%)  | Vots a candidatures (%)     | Vots a candidatures (%) | Vots a candidatures (%) | Vots a candidatures (%) | Participació (%) |
| Ciutat               | Likkud                  | Blau i Blanc            | Llista Conjunta         | Xas                     | Judaisme Unit de la Torà | Laboristes- Guéixer- Mérets | Israel Beitenu          | Yamina                  | Resta                   | Participació (%) |
| -------------------- | ----------------------- | ----------------------- | ----------------------- | ----------------------- | ------------------------ | --------------------------- | ----------------------- | ----------------------- | ----------------------- | ---------------- |
| Jerusalem            | 27,8                    | 12,5                    | 2,0                     | 17,1                    | 24,4                     | 4,9                         | 2,4                     | 7,9                     | 1,0                     | 63,3             |
| Tel-Aviv             | 21,8                    | 48,2                    | 4,3                     | 4,2                     | 1,0                      | 14,5                        | 3,2                     | 2,2                     | 0,5                     | 61,7             |
| Haifa                | 26,6                    | 34,6                    | 10,3                    | 2,9                     | 3,9                      | 7,2                         | 10,3                    | 3,5                     | 0,7                     | 58,3             |
| Rixon le-Tsiyyon     | 40,2                    | 36,9                    | 0,1                     | 4,5                     | 0,8                      | 4,5                         | 9,1                     | 3,2                     | 0,6                     | 66,9             |
| Pétah Tiqvà          | 35,9                    | 28,5                    | 0,1                     | 8,2                     | 4,8                      | 3,8                         | 8,7                     | 9,1                     | 0,8                     | 68,9             |
| Asdod                | 36,6                    | 15,6                    | 0,1                     | 14,4                    | 11,7                     | 1,8                         | 16,5                    | 2,7                     | 0,6                     | 66,1             |
| Netanya              | 43,1                    | 23,6                    | 0,1                     | 12,1                    | 3,3                      | 3,0                         | 9,4                     | 4,7                     | 0,8                     | 59,8             |
| Beerxeba             | 50,2                    | 18,1                    | 0,8                     | 8,9                     | 1,4                      | 3,4                         | 11,9                    | 4,5                     | 0,9                     | 61,8             |
| Holon                | 42,5                    | 31,0                    | 0,2                     | 10,2                    | 0,9                      | 4,6                         | 7,0                     | 2,9                     | 0,8                     | 63,9             |
| Bené-Berac           | 5,8                     | 1,3                     | 0,0                     | 28,7                    | 61,2                     | 0,4                         | 0,6                     | 1,4                     | 0,5                     | 77,0             |
| Ramat Gan            | 28,6                    | 46,6                    | 0,7                     | 3,8                     | 1,2                      | 9,9                         | 4,5                     | 4,2                     | 0,6                     | 66,0             |
| Rehobot              | 34,2                    | 32,6                    | 0,3                     | 7,6                     | 4,4                      | 6,6                         | 7,0                     | 6,3                     | 1,0                     | 69,2             |
| Ascaló               | 48,1                    | 16,3                    | 0,1                     | 10,2                    | 1,8                      | 2,2                         | 16,1                    | 4,2                     | 1,0                     | 63,4             |
| Bat Yam              | 42,8                    | 22,3                    | 0,3                     | 9,4                     | 1,6                      | 3,4                         | 16,8                    | 2,5                     | 0,9                     | 52,3             |
| Betxèmeix            | 26,4                    | 4,5                     | 0,0                     | 19,6                    | 35,9                     | 0,9                         | 3,2                     | 8,4                     | 1,0                     | 66,5             |
| Kfar Saba            | 27,3                    | 49,7                    | 0,5                     | 3,0                     | 0,7                      | 9,5                         | 4,7                     | 4,0                     | 0,6                     | 63,0             |
| Hertseliyya          | 27,2                    | 51,4                    | 0,4                     | 3,4                     | 1,2                      | 8,7                         | 4,2                     | 2,8                     | 0,5                     | 66,4             |
| Hadera               | 45,1                    | 27,2                    | 0,4                     | 8,4                     | 1,4                      | 3,9                         | 9,7                     | 3,1                     | 0,8                     | 63,0             |
| Modiin-Maccabim-Reut | 28,3                    | 45,6                    | 0,3                     | 2,0                     | 0,7                      | 8,8                         | 4,0                     | 9,9                     | 0,6                     | 76,1             |
| Natzaret             | 1,0                     | 1,5                     | 95,7                    | 0,1                     | 0,0                      | 0,8                         | 0,4                     | 0,0                     | 0,5                     | 60,3             |

## Formació de govern
El 8 de març de 2020, Lieberman, líder d'Israel Beitenu, va donar suport a Gantz, líder de Blau i Blanc per a formar un nou govern. L'endemà, la Llista Conjunta va acordar treballar amb Gantz i Lieberman per destituir Netanyahu. El 10 de març, Orly Levy, única parlamentària de Guéixer va anunciar que no donaria suport a un govern en minoria i que havia trencat l'aliança amb el Partit Laborista i Mérets. Els parlamentaris de Blau i Blanc, Zvi Hauser i Yoaz Hendel, havien afirmat anteriorment que no donarien suport a un govern que es basés en el suport de la Llista Conjunta. El líder del Partit Laborista Amir Peretz també va reafirmar l'11 de març que una aliança amb la Llista Conjunta no canviaria la posició del seu partit per formar una aliança política amb Gantz. Els parlamentaris elegits van jurar el càrrec el 16 de març de 2020. El 15 de març, el president israelià Reuven Rivlin va anunciar que havia demanat a Gantz que formés el nou govern després que rebés el suport de 61 dels 120 parlamentaris.
El 25 d'abril dimití Yuli Edelstein, president de la Kenésset, després que aquest es negués a convocar una sessió per a votar el seu successor atès que Netanyahu havia tancat la Kenésset per la pandèmia del coronoavirus però el Tribunal Suprem el va obligar a convocar-la i va dimitir. Contra tot pronòstic, l'endemà Gantz es va presentar per a ocupar el càrrec de president de la Kenésset i fou escollit per 74 vots a favor i 18 en contra. Els vots a favor incloïen els partits de dreta que donen suport a Netanyahu i els diputats del seu partit dins de la coalició Blau i Blanc, mentre que la resta de partits de la coalició no participaren en la votació. Segons publicaren els mitjans israelians, Gantz havia arribat a un pacte amb Netanyahu pel qual Netanyahu continuaria com a primer ministre durant un any i mig i després Gantz el rellevaria durant un any i mig més. Aquest pacte trencà la coalició Blau i Blanc, atès que els altres partits de l'aliança no hi donaven suport. Yair Lapid, líder de Yeix Atid, partit de la coalició Blau i Blanc, acusà Gantz d'haver-los robat els vots i donar-los a Netanyahu i que precisament havien format Blau i Blanc per a donar als israelians una alternativa a Netanyahu. Per la seva banda, Gantz digué que havia triat l'únic camí possible, un govern d'emergència per combatre el coronavirus i protegir la democràcia a Israel.
El 15 d'abril, acabà el termini que tenia Gantz per a formar govern sense que hagués aconseguit cap majoria ni hagués fructificat el pacte amb el Likkud que s'intuïa quan va ser nomenat president de la Kenésset. El president Rivlin va passar a la Kenésset el mandat per formar govern. Es tracta d'un període de 21 dies en què la majoria de membres de la Kenésset poden proposar al president que encarregui la formació de govern a qualsevol parlamentari, llavors aquest tindria 14 dies per a formar govern i aconseguir el suport de la majoria. En cas que no no hi hagi acord per a la tria de canditat o que aquest no aconsegueixi formar govern en el període establert, es tornarien a convocar eleccions automàticament.
Finalment, el 20 d'abril Gant i Netanyahu arribaren a un acord per a formar govern pel qual Netanyahu i Gantz serien primers ministres un any i mig cadascun. Mentre Netanyahu sigui primer ministre, Gantz serà ministre de defensa i viceprimer ministre. El pacte també marca el primer de juliol de 2020 com a data per a portar a la Kenésset l'annexió de part de Cisjordània prevista pel Pla de pau de Trump. Alguns grups de l'oposició van presentar sol·licituds al Tribunal Superior de Justícia que demanaven la inhabilitació de Netanyahu per la triple imputació que cau sobre ell per casos de suborn i d'abús de confiança però el 6 de maig, el tribunal va donar llum verda a que Netanyahu continuï liderant el nou executiu. El 7 de maig, després des rebre 72 signatures de parlamentaris donant suport a Netanyahu, el president Rivlin li va atorgar un mandat de dues setmanes per a la formació del seu cinquè govern, que el mantindrà al poder fins al 13 de novembre de 2021.
El 17 de maig, el nou govern va prendre possessió, sent el 35è de l'estat d'Israel. El nou govern aconseguí el suport de 74 parlamentaris: els 36 del Likkud, 16 de Blau i Blanc (15 del partit de Gantz, Resiliència per a Israel, i un membre de Yeix Atid que se'ls uní quan es trencà la coalició, que continuaren emprant el nom de la coalició; també un membre del partit de Gantz l'abandonà i passà a Yeix Atid), 9 del Xas, 7 de Judaisme Unit de la Torà, 2 de Derech Eretz (nou grup parlamentari format per dos parlamentaris del Telem que deixaren el partit per a donar suport a Gantz quan es trencà la coalició), 2 del Partit Laborista, un de Guéixer i un de La Llar Jueva (que abandonà la coalició Yamina). Hi votaren en contra els 15 membres del grup Yeix Atid - Telem (la part de la coalició Blau i Blanc que no donà suport a Gantz en el seu pacte amb Netanyahu), 15 de la Llista Conjunta, 7 d'Israel Beitenu, 5 de Yamina, 3 de Mérets i un del Partit Laborista. El govern tenia 36 membres per la complexitat del pacte de govern i per haver de donar càrrecs a membres de tots els partits que hi donaren suport: 14 dels membres eren del Likkud, 13 de Blau i Blanc, 2 del Xas, un de Judaisme Unit de la Torà, 2 del Partit Laborista, 2 de Derech Eretz, un de La Llar Jueva i un de Guéixer. Per primer cop Israel tenia com a ministre una ciutadana d'origen etíop, membre del grup conegut com a Beta Israel, Pnina Tamano-Shata, que va arribar a Israel quan tenia tres anys amb l'anomenada Operació Moisès. Netanyahu anuncià a la Kenésset la intenció d'annexionar assentaments jueus de Cisjordània i aplicar-hi la llei israeliana.